# 玉置敬三
玉置 敬三（たまき けいぞう、1907年3月2日 - 1996年7月8日）は、日本の官僚。通産事務次官を最後に退官後、東京芝浦電気社長・会長。

## 略歴
和歌山県出身。旧制姫路高等学校を経て、1930年、東京帝国大学法学部卒業。同年、商工省入省。
1941年4月、総力戦研究所出向経験を経て、戦後、通商機械局長（のちの機械情報産業局長）、1952年から1953年にかけて通産事務次官を務める。岸信介らの「統制派」の流れを汲み、その他に山本高行、平井富三郎、徳永久次らがいた。朝鮮特需によりジョゼフ・ドッジらによる自由経済から方向転換、統制派が復権、通商産業省による戦後政策のはじまりだった。
事務次官就任までの経緯は、白洲次郎らの「白洲派」・「外交派」または「通商派」に属すると目された入省同期の始関伊平（旧資源庁長官）との争いであった。のち、山本高行の後を受けて次官に就任後の昭和27年（1952年）8月の組織改編では、それまで通商重視から産業政策重視へ転換し、官房と通商局以外の内部各部局に付いていた「通商」の文字を外した。また、始関伊平が衆議院議員（のち建設大臣）となり、同じく白洲派で「永山天皇」として権力を振るっていた永山時雄初代官房長を東京通産局に追い出し、大堀弘が経済企画庁（その後経企事務次官）に出されることとなった。
退官後の1954年には、東京芝浦電気（後の東芝）に。取締役から常務、専務を経て、1966年に副社長に。1972年に社長となり、以後、1976年に会長、1980年に相談役。
1978年叙勲一等授瑞宝章。1996年叙従三位。

## 親族
- 妻 大蔵大臣・文部大臣等を歴任した勝田主計の五女。